# 激情／hEaVeN
「激情／hEaVeN」是BREAKERZ的第8張單曲。2010年7月14日由ZAIN RECORDS發售。

## 收錄曲
（全作詞：DAIGO、編曲：BREAKERZ）

### 初回盤A・通常盤
1. 激情[3:43]
作曲：DAIGO、編曲：BREAKERZ
  - 朝日電視台『お願い!ランキング』結尾曲
  - 千葉電視台・スカパー!『MUSIC FOCUS』7月度結尾曲
2. hEaVeN [4:43]
作曲：AKIHIDE、編曲：BREAKERZ
  - 『シャガール-ロシア・アヴァンギャルドとの出会い展』CM歌曲
3. SUMMER PARTY（Acoustic Version） [5:03]
作曲：DAIGO、編曲：3110・BREAKERZ
1st單曲收錄的「SUMMER PARTY」的聲音版本。

### 初回盤B
1. hEaVeN
2. 激情
3. SUMMER PARTY（Acoustic Version）

### Musing盤
1. 激情
2. hEaVeN

## 收錄專輯
| 曲名 | 收錄專輯 | 發售日        | 備考        |
| ---- | -------- | ------------- | ----------- |
| 激情 | 『GO』   | 2011年9月15日 | 5th原創專輯 |

### 備註
1. ↑  . 『FRIDAY SUPER COUNTDOWN 50』公式サイト. 文化放送. 2011-07-17  [2011-08-29]. （原始内容存档于2013-05-25）.